# Załewky
Załewky (ukr. Залевки) – wieś na Ukrainie, w obwodzie czerkaskim, w rejonie czerkaskim, w hromadzie Stepanky. W 2001 liczyła 591 mieszkańców, spośród których 552 wskazało jako ojczysty język ukraiński, 36 rosyjski, 2 mołdawski, a 1 rumuński.